# Ceolwald von Wessex

Die Britischen Inseln um 802

Ceolwald von Wessex (fl. um 650) war ein angelsächsischer Prinz aus dem Stamm der Gewissæ, der seit Cerdic König von Wessex (519–534) die Könige von Wessex stellte. Ceolwald, der aus der älteren Linie des Hauses stammt, illustriert mit seiner Nachkommenschaft nicht nur die erratische Thronfolge im Königreich Wessex, wo seine Linie mehrfach auf Jahrzehnte von der Macht verdrängt wurde, sondern auch die Kontinuität der Herrschaft seiner Nachkommen, die nicht nur alle anderen Linien in Wessex überlebten, sondern europäische Bedeutung erlangten, da sie zur ersten Dynastie der Könige von England aufstiegen, die von König Egbert von Wessex († 839) bis zu Eduard dem Bekenner reichte, der 1066 verstarb.
Selbst nach dem Erlöschen der männlichen Linie blieb seine Nachkommenschaft in weiblicher Linie bedeutend, da sie vielfach als Grundlage der Legitimität der Thronfolge in England angesehen wurde, sodass sich wechselnde Dynastien jeweils auf die Kontinuität der Nachkommenschaft in weiblicher Linie – und damit indirekt auf Cerdic und Ceolwald – beriefen, um ihre Thronansprüche zu rechtfertigen.
So zählen u. a. die Häuser Plantagenet, Tudor, Stuart, Hannover, Sachsen-Coburg und Gotha und Windsor und damit aktuell auch König Charles III. zu den Nachkommen des Prinzen Ceolwald.

## Herkunft

Der Wyvern, das Wappentier des Hauses Wessex

Ceolwald stammte aus dem Haus der Könige von Wessex, das sich von Cerdic († 534/554) ableitet, der nach der Angelsächsischen Chronik im Jahre 495 mit 5 Schiffen nach England kam und 519 das Königreich Wessex gründete.
Ceolwald war ein Urenkel von Ceawlin König von Wessex (560–592) (der ein Urenkel von Cerdic war), der nach der Angelsächsischen Chronik 577 in der Schlacht von Deorham (Dyrham bei Bath) die britischen Könige Conmail, Condidan und Farinmail besiegte und Gloucester, Cirencester und Bath eroberte.
Nach Beda Venerabilis und laut der Angelsächsischen Chronik war Ceawlin der zweite Herrscher, der als „Bretwalda“, d. h. Herrscher von Britannien regierte, tatsächlich war er jedoch nur Oberherr der sächsischen Herrscher im Süden Britanniens.
Über Ceowalds Großvater Cutha/Cuthwine ist aus der Angelsächsischen Chronik bekannt, dass er im Jahre 577 mit seinem Vater König Ceawlin in der Schlacht von Deorham gegen die Briten kämpfte. Cutha konnte jedoch nicht auf seinen Vater als König von Wessex nachfolgen, da dieser 592 von dessen Neffen Ceol (auch Ceolric genannt) († 597) in der Schlacht bei Woden's Barrow in Wiltshire besiegt und vertrieben wurde. Ceolwalds Großvater Cutha lebte daher jahrzehntelang im Exil.
Über Ceolwalds Vater Cuthwulf (auch Cutha genannt) (fl. 592–648) liegen keine biografischen Daten vor. Er ist nicht zu verwechseln mit seinem gleichnamigen Großonkel Cutha/Cuthwulf, der nach der Angelsächsischen Chronik 571 in der Schlacht von Bedcanford gegen ein Heer der Briten siegreich war und eine Reihe von Städten eroberte, und Vater der Könige Ceol († 597) und Ceolwulf († um 611) von Wessex war.

## Leben
Über das Leben des Prinzen Ceolwald sind keine näheren Daten bekannt. Erwähnt wird er in der Angelsächsischen Chronik zweimal. Einerseits, indem er zum Jahr 688 als Vorfahre von König Ina von Wessex genannt wird, und andererseits zum Jahr 854, wo er unter den Vorfahren von Æthelwulf König von Wessex († 858) genannt wird. Sein Schicksal illustriert jedoch die Unberechenbarkeit der Thronfolge im Königreich Wessex, die keinen starren Regeln – etwa der Primogenitur – folgte, sondern pragmatisch dem jeweils tüchtigsten oder rücksichtslosesten aus der Nachkommenschaft des Stammvaters der Dynastie, Cerdic, zufiel, wodurch seine Nachkommen jahrzehntelang nur im Schatten der Krone lebten, aber letztlich zu einer bedeutenden europäischen Dynastie aufstiegen.
Ceolwald konnte sich kaum Hoffnungen machen, jemals die Krone von Wessex zu tragen, da bereits vor seiner Geburt die bedeutende Herrschaft seines Vorfahren, des dritten Königs von Wessex, König Ceawlin, 591 durch dessen Neffen Ceol († 594/597), einem Sohn von Ceolwalds Bruder Cutha/Cuthwulf durch einen militärischen Sieg beendet wurde und die Krone von Wessex in der Folge durch mehrere Generationen, bis 673, im Besitz der Nachkommen Cuthwulfs blieb, wodurch Ceolwald und seine Nachkommen 82 Jahre lang im Schatten der Herrschaft ihrer Cousins blieben.

## Nachwirkung
Ceolwalds Nachwirkung beruht auf seinen Nachkommen. Denn es zeigte sich, dass die an den Rand gedrängte Linie des Prinzen Ceolwald physisch die anderen Linien überlebte und nach jahrzehntelangem Zuwarten vorübergehend die Krone von Wessex erlangte und nach weiteren Jahrzehnten am Rande schließlich die Herrschaft in Wessex endgültig übernahm und durch eine Reihe bedeutender Herrscher von England als eine der wichtigen europäischen Dynastien in die Geschichte einging.
Die erste Annäherung der Linie Ceowalds an die Krone von Wessex erfolgte erst 685, als Caedwalla, ein Nachkomme von König Ceawlin – und Großneffe des Prinzen Ceolwald – als 11. König auf den Thron von Wessex kam. Er regierte jedoch nur drei Jahre, resignierte und suchte sein Seelenheil in Rom, wo er sich 688 von Papst Sergius I. taufen ließ und bald darauf in Rom verstarb.

### Nachkommen männlicher Linie
Auf diesen folgte im Jahre 688 der erste Nachkomme Ceolwalds auf dem Thron von Wessex, sein Enkel Ine († nach 726 in Rom) als 12. König von Wessex, ein bedeutender Herrscher, der u. a. die Abtei Glastonbury gründete.
Anschließend vergingen 76 Jahre, in denen keiner der Nachkommen Ceolwalds die Krone von Wessex trug, da zwischen 726 und 802 weit entfernte – oder angebliche – Nachkommen des Stammvaters Cerdic als Könige von Wessex regierten. Es waren dies die Könige Æthelheard († 740), Cuthred († 756), Sigeberht († 757), Cynewulf († 786) und Beorhtric († 802), deren nähere Abstammung von König Cerdic sich jedoch anhand der Angelsächsischen Chronik nicht bestimmen lässt.

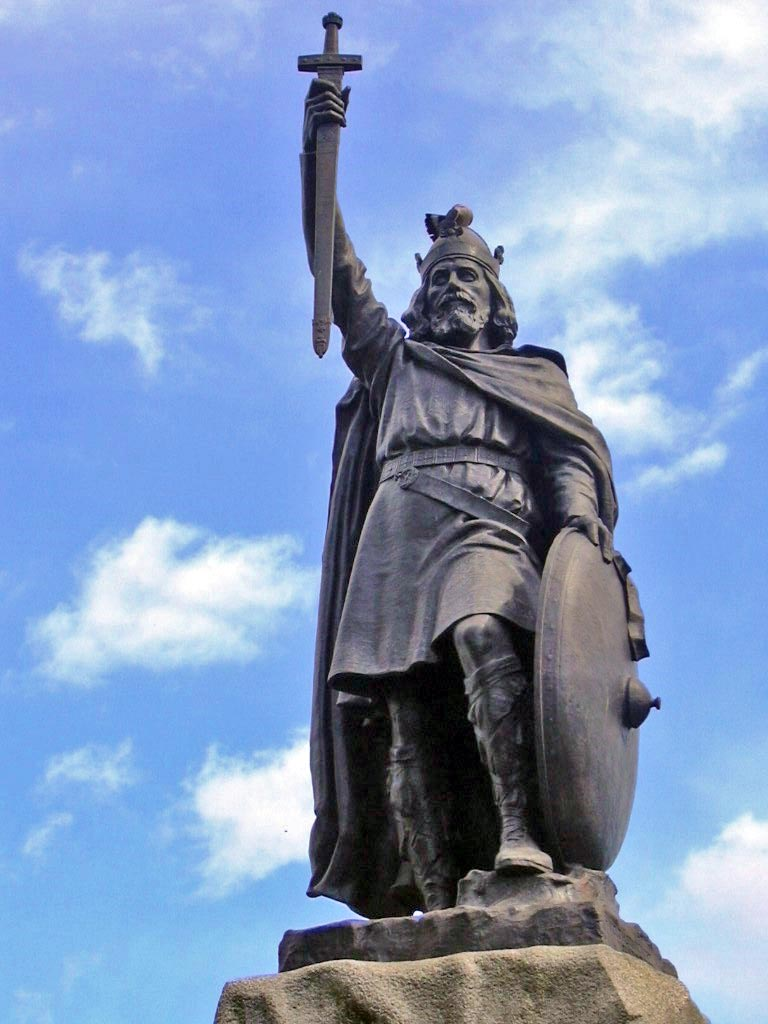
Statue von Alfred dem Großen in Winchester

Nach dieser langen Periode im Schatten der Macht gelangte 802 mit Egbert von Wessex ein Nachkomme der 6. Generation Ceolwalds auf den Thron von Wessex, dem es darüber hinaus gelang, ab 825 die Vormacht über alle anderen angelsächsischen Herrscher im Südosten Englands zu erringen und daher als erster König von England gilt und von Beda Venerabilis als 8. „Bretwalda“ (Herrscher Britanniens), bezeichnet wurde.
Von da an regierten über 200 Jahre lang 15 Könige von England aus der direkten Nachkommenschaft des Prinzen Ceolwald – darunter Alfred der Große (871–899) und Eduard der Ältere (899–924), der von Ragnall ua Ímair (Reginald I. König von York) († 921), Konstantin von Schottland († 952) und von Owain ap Dyfnwal (fl. 934), dem König der Briten in Strathclyde als Oberherr anerkannt wurde bis zu König Edmund Eisenseite, der 1016 verstarb.
Nach dem Intermezzo der Dänen, die 1013 mit König Sven Gabelbart in England die Macht ergriffen, kam von 1042 bis 1066 mit Eduard dem Bekenner wieder ein Nachkomme männlicher Linie Ceolwalds auf den Thron von England. Nach dem Tod von Harald II. Godwinsson in der Schlacht bei Hastings erhob als letzter männlicher Nachkomme Ceolwalds Edgar Ætheling († um 1125) als Erbe seines Großvaters Edmund Eisenseite Anspruch auf die Krone und wurde am 15. Oktober 1066 in London vom Witenagemot, der Versammlung angelsächsischer geistlicher und weltlicher Würdenträger, zum König von England gewählt, jedoch nicht gekrönt. Schon Anfang Dezember musste er sich jedoch Wilhelm dem Eroberer unterwerfen.

### Nachkommen weiblicher Linie
Dies bedeutete jedoch keineswegs das Ende der dynastischen Rolle der Nachkommenschaft Ceolwalds, da diese sich in weiblicher Linie fortsetzte und zur Grundlage der Legitimität in der englischen Thronfolge wurde.

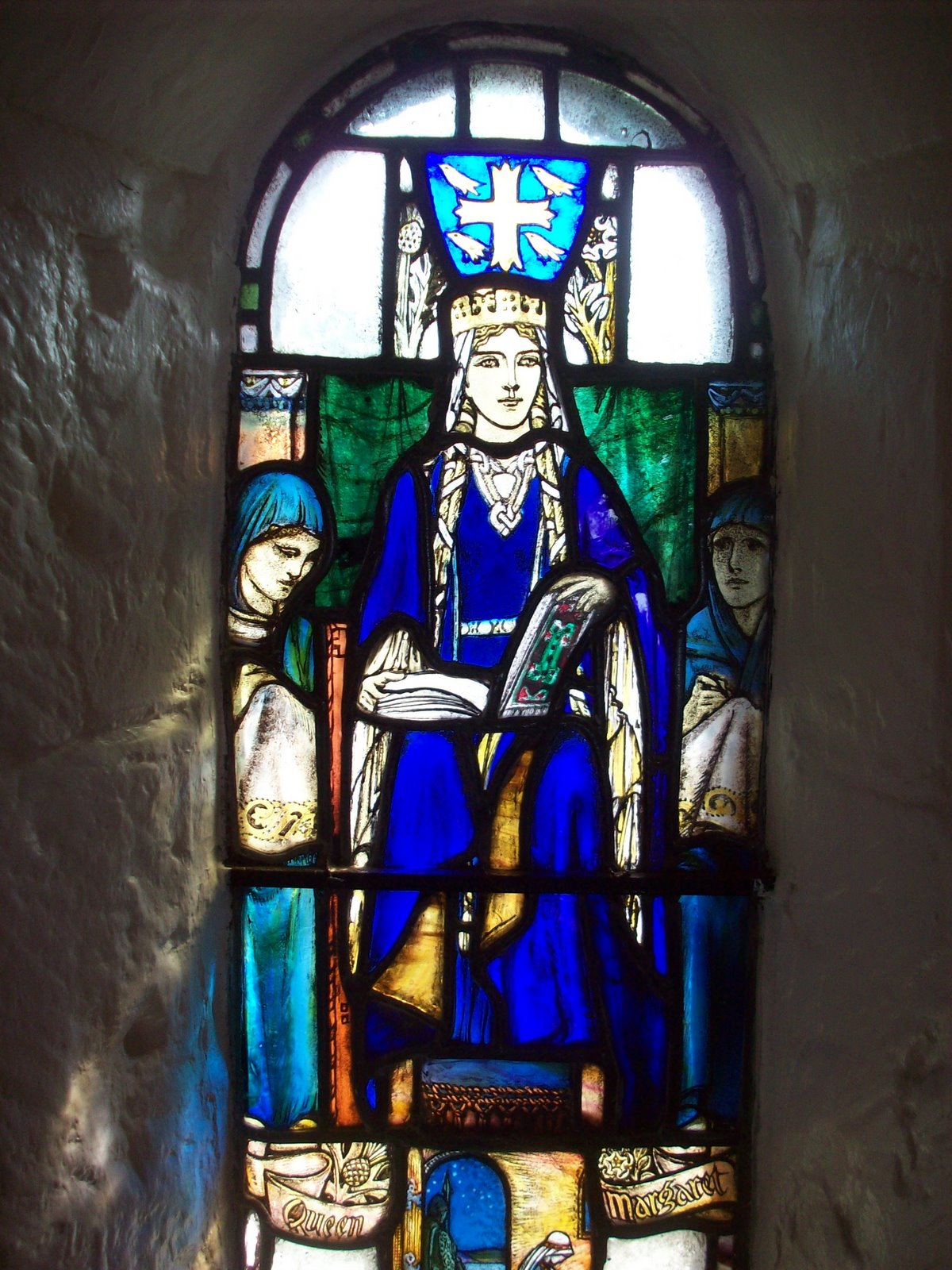
Königin Margareta von Schottland

Diese weibliche Linie geht von Margareta († 1093) aus, der Schwester des letzten – ungekrönten – angelsächsischen Königs aus der Linie des Prinzen Ceolwald, Edgar Ætheling, durch die in der Folge in drei Generationen fünf Dynastien ehelich verbunden wurden. Dies, da Margareta – die später als Heilige verehrt wurde – um 1069 Malcolm III. „Canmore“, den König der Schotten heiratete, dessen Tochter Edith von Schottland, heiratete 1100 Heinrich I. „Beauclerc“, von England, den jüngeren Sohn von König Wilhelm dem Eroberer, aus der normannischen Dynastie der Rolloniden, der von 1100 bis 1135 als König von England regierte.

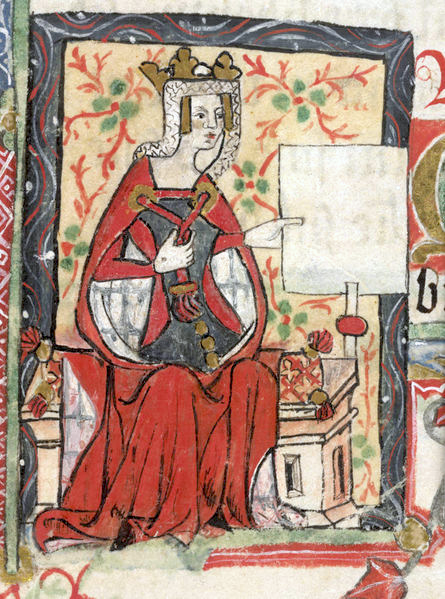
Kaiserin Mathilda, Stammmutter des Hauses Plantagenet

Deren Tochter Matilda von England heiratete 1114 in erster Ehe Kaiser Heinrich V. aus dem Geschlecht der Salier, wodurch sie von 1114 bis 1125 Kaiserin des Heiligen Römischen Reiches war und über dessen Schwester Agnes von Waiblingen sowohl mit dem Staufer (Herzog Friedrich I. von Schwaben) als auch mit dem österreichischen Markgrafen Leopold III. „dem Heiligen“ aus dem Haus der Babenberger verschwägert war.

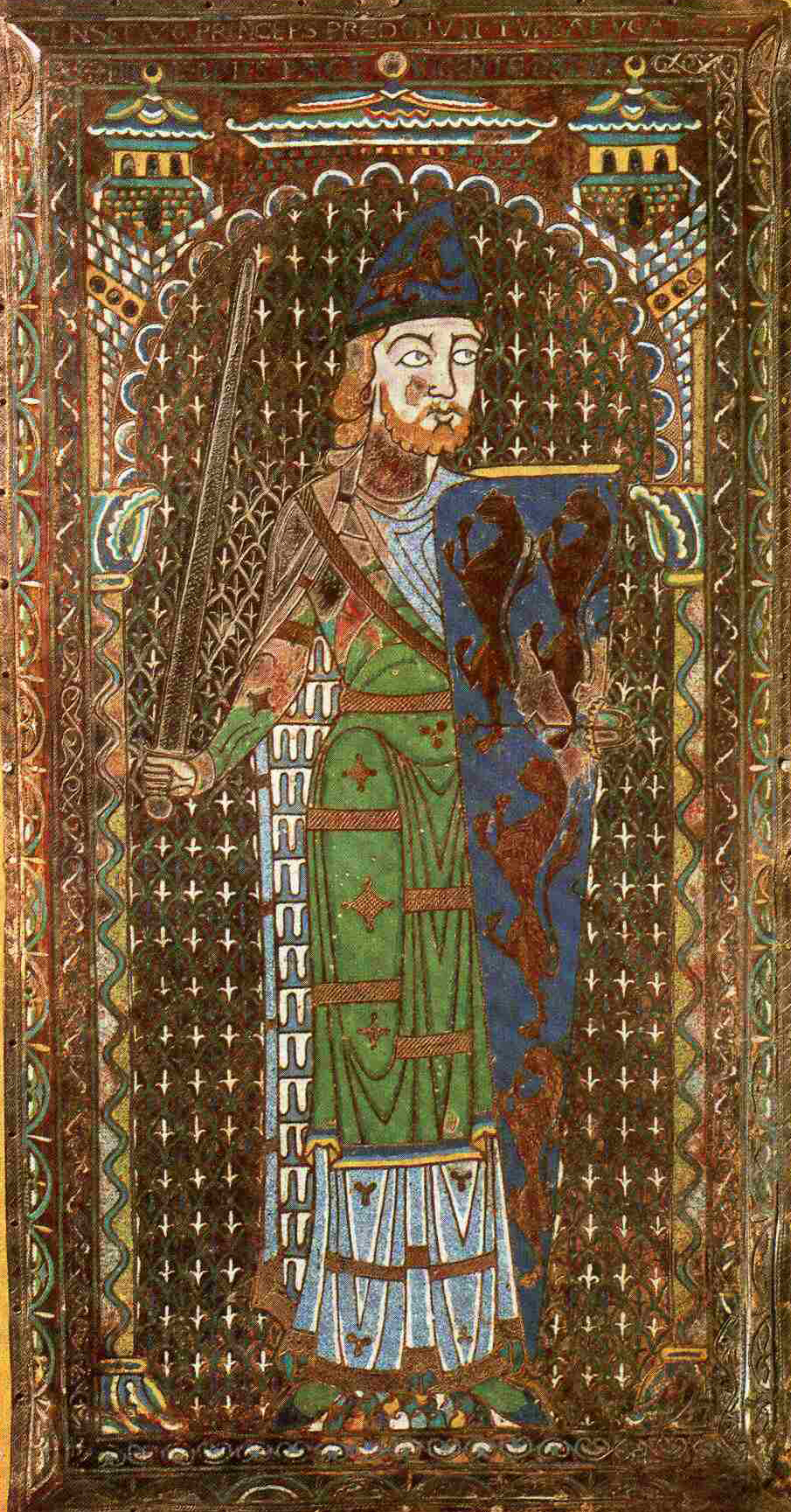
Gottfried von Anjou, Stammvater der Plantagenets

In zweiter Ehe heiratete Mathilde 1127 Geoffrey „Plantagenet“ Graf von Anjou, Touraine und Maine und wurde dadurch zur Stammmutter des Hauses Plantagenet.
Aus dem Haus Plantagenet wurde John of Gaunt, 1. Duke of Lancaster Vorfahre des Hauses Beaufort, aus dem Margaret Beaufort (1443–1509), eine Tochter von John Beaufort, 1. Duke of Somerset († 1444), die Mutter von König Heinrich VII. Tudor war, wodurch das Haus Tudor ebenso zu den Nachkommen Ceolwalds zählt, wie die schottisch-englischen Monarchen aus dem Haus Stuart, da Jakob I. König von England und Schottland ein Sohn der Margaret Tudor († 1541), der älteren Schwester von König Heinrich VIII. von England war.
Wilhelm III. von Oranien Nassau König von England (1689–1702) zählt ebenso zur Nachkommenschaft (über seine Mutter Maria Henrietta Stuart), als auch das seit 1714 in Großbritannien regierende Haus Hannover (Braunschweig-Lüneburg) (über Elisabeth Stuart († 1662), der Großmutter von König Georg I. (+1727)).

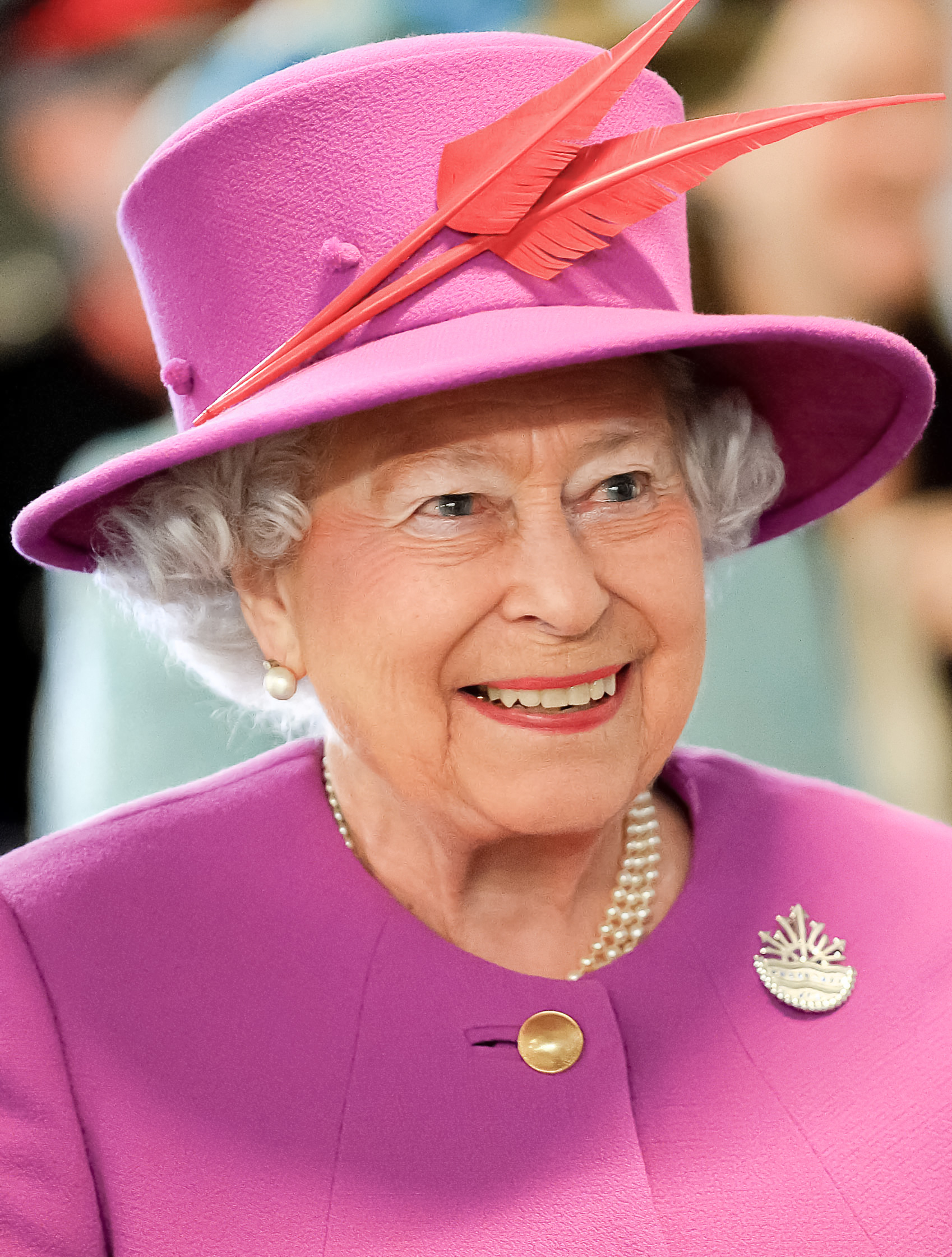
Queen Elizabeth II im März 2015

Aus dem Haus Hannover übertrug Königin Victoria (regierte 1837–1901) dieses Erbe als Gemahlin von Prinz Albert von Sachsen-Coburg und Gotha der britischen Linie des Haus Hauses Sachsen-Coburg und Gotha, das sich seit 1917 Haus Windsor nannte.
Damit stammt letztlich auch Königin Elisabeth II. von Großbritannien von Ceolwald von Wessex ab, genauso wie eine sehr große Zahl einfacher Menschen.

## Ehe und Nachkommen
Als Ehefrau von Ceolwald werden – ohne Nachweis – gelegentlich Fafertach (fl. 620–644), Tochter des Prinzen Finguine von Mumhan (Munster in Irland), oder Gwynhafar von Dumnonia, eine Tochter von König Clemen ap Bledric genannt, der um 613 bis 633 als König von Dumnonia (im Südwesten Englands) regierte.

### Nachkommen
1. Cenred, (fl. 670/76–705/717) Sohn von Ceolwald[18] Unterkönig in Dorset im Königreich Wessex, regierte zeitweise neben seinem Sohn König Ine, da er 692 mit dem Titel König der Westsachsen aufscheint.[19]
  1. Ine König von Wessex (688–726); † nach 726 in Rom, verheiratet mit Æthelburg (Wessex) († 740) die in späteren Quellen als Schwester von Ines Nachfolger König Æthelheard bezeichnet wurde.[20] (keine bekannten Nachkommen)
  2. Ingild, (Sohn); † 718[21][A 2]
    1. Eoppa
      1. Eafa Er war vermutlich mit einer Erbin aus dem Haus der Könige von Kent verheiratet.
        1. Ealhmund König in Kent 784/786.[12]
          1. Egbert von Wessex, König von Wessex 802, wird als erster König von England angesehen, da er ab 825 Oberherr der meisten anderen Herrscher in England war. († 839)[22] näherer Stammvater der angelsächsischen Könige von England.[23]

  3. Cuthburh von Wessex, (fl. 700–718. Durch ihre Ehe um 695 mit Aldfrith König von Northumbria (685/86–704/5) † 14. Dezember 704/705)[24] wurde sie Königin von Northumbria, trennte sich später von ihrem Gemahl; gründete und leitete als Äbtissin ein Benediktinerinnenkloster in Wimborne Minster. Sie wird als Heilige Sankt Cuthburga in der Katholischen Kirche verehrt. Festtag 3. September[25]
    1. Osred I. von Northumbria (* um 696/97–716) folgt minderjährig als König von Nordhumbria (705–716)[26]
    2. Osric König von Northumbrien (718–729) † 9. Mai 729[27][28]
    3. Offa † um 750
    4. Osanna von Northumbria, bekannt als Heilige Osanna von Jouarre (* um 698, † 750) Sie wird nur von Geraldus Cambresensis († 1223)[A 3] erwähnt. Sie floh in die Bretagne, wurde eine „Incluse“ (eingemauerte Nonne) und – ohne formelle Kanonisierung – in der Katholischen Kirche als Heilige verehrt. Festtag: 18. Juni.

  4. Cwenburh/Cwenburga von Wessex, fl. 716[29] folgt auf ihre Schwester als Äbtissin von Wimborne.